# Walter I. (Vexin)
Walter I. († nach 992) war ein Graf von Vexin, Amiens und Valois und vermutlich auch von Dreux im 10. Jahrhundert.
Walters familiäre Herkunft ist unsicher, obgleich er heute allgemein dem ersten Haus Valois als Sohn des Grafen Rudolf II. oder – und das ist viel wahrscheinlicher – des Rudolf I. zugerechnet wird. Vermutlich war er auch identisch mit dem namensgleichen Graf von Dreux, der zeitgleich genannt wird.
Er war zweimal verheiratet, zuerst mit einer Dame Eva und nach ihr mit Adele, die vermutlich eine Tochter des Grafen Fulko II. von Anjou war. Aus den Ehen gingen mindestens drei Söhne hervor:
- Walter II. der Weiße († nach 1017), Graf von Vexin, Amiens, Valois und Mantes
- Rudolf (genannt 975 und 987)
- Gottfried (genannt 987, vielleicht identisch mit Graf Gottfried I. von Gâtinais)